# Čoseti
Čoseti är en ort i Bosnien och Hercegovina.   Den ligger i distriktet Brčko, i den nordöstra delen av landet, 110 km norr om huvudstaden Sarajevo. Čoseti ligger 164 meter över havet och antalet invånare är 507.
Terrängen runt Čoseti är platt åt nordost, men åt sydväst är den kuperad.Runt Čoseti är det ganska tätbefolkat, med 100 invånare per kvadratkilometer.. Närmaste större samhälle är Brčko, 14,1 km nordost om Čoseti. 
Omgivningarna runt Čoseti är en mosaik av jordbruksmark och naturlig växtlighet.